# Monochaetum mariae
Monochaetum mariae là một loài thực vật có hoa trong họ Mua. Loài này được Wurdack mô tả khoa học đầu tiên.